# Lutomiersk
Lutomiersk – miasto w Polsce położone w województwie łódzkim, w powiecie pabianickim, w gminie Lutomiersk, nad Nerem. Siedziba gminy Lutomiersk. Uzyskał lokację miejską w 1274 roku, zdegradowany w 1870 roku, od 1 stycznia 2022 ponownie na prawach miejskich.
Miejscowość położona jest na Wysoczyźnie Łaskiej przy drodze wojewódzkiej nr 710. Lutomiersk leży w historycznej ziemi sieradzkiej.

## Historia
Lutomiersk należy do najstarszych miejscowości dawnego województwa sieradzkiego, położony jest na lewym brzegu Neru, w pobliżu ujścia do niego rzeki Zalewki. Badania archeologiczne wykazały ciągłość osadnictwa od bardzo dawnych czasów. Najstarsza osada pochodziła z IV okresu epoki brązu i była użytkowana przez ludność kultury łużyckiej, następna z II–IV w., czyli z okresu rzymskiego (kultura przeworska). Ostatnia, słowiańska, odkryta w 1956 na prawym brzegu Wrzącej, datowana jest na XII–XIII w. Odkryto tu też (przy rozwidleniu dróg z Lutomierska do Konstantynowa i Prusinowic) cmentarzysko z końca X i I poł. XI w. z grobami drużyny piastowskiej. Istnienie tak długiej tradycji osadniczej badacze wiążą z położeniem Lutomierska na skrzyżowaniu ważnych szlaków handlowych, biegnących z Ukrainy na Wolin oraz z Pomorza Gdańskiego na Węgry.
Prawa miejskie otrzymał Lutomiersk 24 kwietnia 1274 od Leszka Czarnego, księcia sieradzkiego. Jest to jednocześnie pierwszy dokument potwierdzający istnienie miejscowości, znany z kopii z 1615. Władysław Łokietek w 1292 przyłączył do miasta wieś Wrzącą, a w 1311 nadał Lutomiersk Wacławowi z Lisowic z rodu Zarembów wywodzących się z Kalinowej. Przynajmniej jednak część miasta musiała wkrótce wrócić do włości królewskich, bo w 1406 Władysław Jagiełło nadaje połowę Lutomierska rycerzowi Przedborowi i jego synowi Janowi z Chełmicy za zasługi w bojach z Krzyżakami. Od nich to pochodzi ród Lutomierskich herbu Jastrzębiec.
Druga część miasta pozostała jednak w rękach Zarembów, ponieważ przed 1418 najprawdopodobniej Wacław z tego rodu wzniósł tu obronną siedzibę o charakterze zamku rycerskiego. Zamek ten z rąk Zarembów ok. 1460 trafia do Poddębickich, a ok. 1518, przez małżeństwo, dostaje się Grzymalitom Grudzińskim.
W latach 1573–1589 odbywały się tu synody ariańskie. W 1650 kolejny właściciel, Jędrzej Grudziński, wojewoda rawski i dziedzic klucza lutomierskiego, sprowadził reformatów, i oddał im na pomieszczenia klasztorne istniejący wtedy jeszcze zamek. Przebudowa zamku na klasztor oraz budowa przylegającego do niego kościoła Niepokalanego Poczęcia NMP trwała z przerwami do 1659, bowiem jego fundator uczestniczy na czele chorągwi w wojnie z Chmielnickim, a gdy ginie w bitwie pod Beresteczkiem, ciężar opieki nad klasztorem przechodzi na jego syna Marcina, rotmistrza chorągwi rawskiej i uczestnika wojen: moskiewskiej, a potem szwedzkiej. Obecnie ślady po dawnym zamku rozpoznać można jedynie na pd. ścianie (zarys gotyckiej bramy i podpory, na której opierał się most zwodzony).

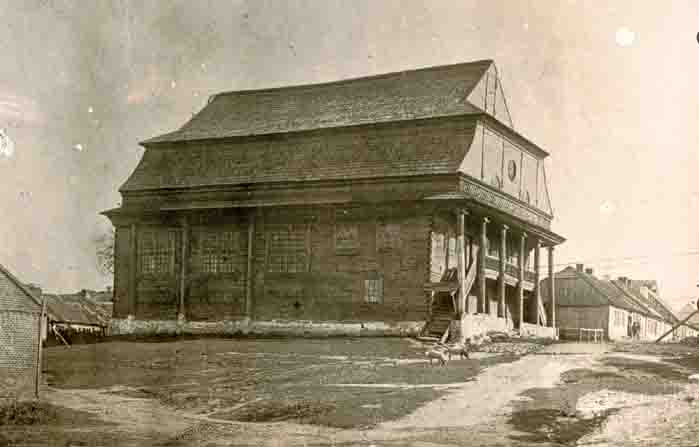
Synagoga w Lutomiersku

W życiu miasta dużą rolę odgrywali Żydzi. II poł. XVIII w. wzniesiono tu drewnianą synagogę projektu Beniamina Hilela, która stała się jeden z wybitniejszych przykładów drewnianej architektury sakralnej ówczesnej Rzeczypospolitej. Do znaczniejszych budynków należały także szkoła żydowska i szpital żydowski. Miasto zabudowane było jednak głównie niewielkimi, drewnianymi domami; w 1787 było ich 151.
W wyniku II rozbioru Rzeczypospolitej w 1793 miasto zostało włączone do Królestwa Prus i znalazło się w departamencie kaliskim prowincji Prusy Południowe. Jednocześnie Lutomiersk uzyskał rangę miasta powiatowego, jednak już w 1796 ze względu na brak lokali dla instytucji publicznych powiat lutomierski rozwiązano. W 1793 klasztor strawił pożar, lecz po trzech latach gmach został odbudowany przez lutomierskich Wężyków.
W 1797 kolejny pożar strawił połowę głównie drewnianej zabudowy Lutomierska. W 1807 miasto znalazło się w Księstwie Warszawskim, a w 1815 weszło w skład podległego Rosji Królestwa Polskiego. Miasto ominął dynamiczny rozwój przemysłu tekstylnego w regionie łódzkim, zaś na jego przyszłym rozwoju szczególnie negatywnie zaciążyło powstanie konkurencyjnego ośrodka miejskiego w odległym o 8,5 km Konstantynowie Łódzkim.
Reformaci z Lutomierska odegrali aktywną rolę w okresie powstania styczniowego, czynnie wspierając powstańców. W 1963 upamiętniono to tablicą odsłoniętą w kruchcie kościoła. W 1864 władze rosyjskie skasowały klasztor, zaś zakonników wywieziono do Warty. Kościół przez długie lata był zamknięty. W 1870 Lutomiersk podobnie jak 320 innych małych miast o charakterze rolniczym stracił prawa miejskie.
W czasie działań wojennych w 1914 spalił się dach i zawaliły sklepienia kościoła. Spłonęła również drewniana synagoga Hilela i dwór Aleksandra Sokołowskiego. Klasztor ograbiono, a Niemcy wywieźli cenne archiwum. Widoczną pamiątką po tej wojnie są armatnie kule wmurowane w fasadę kościoła.
Po odzyskaniu przez Polskę niepodległości kościół i klasztor odbudowano i w 1926 oddano pod zarząd księży salezjanów, którzy pracują tu do dziś. W 1921 miejscowość liczyła sobie 2193 mieszkańców, w tym 775 Żydów. W 1929 Lutomiersk otrzymał połączenie tramwajowe z Konstantynowem Łódzkim i Łodzią. Na początku 1939 otwarty został budynek 7-letniej szkoły powszechnej.

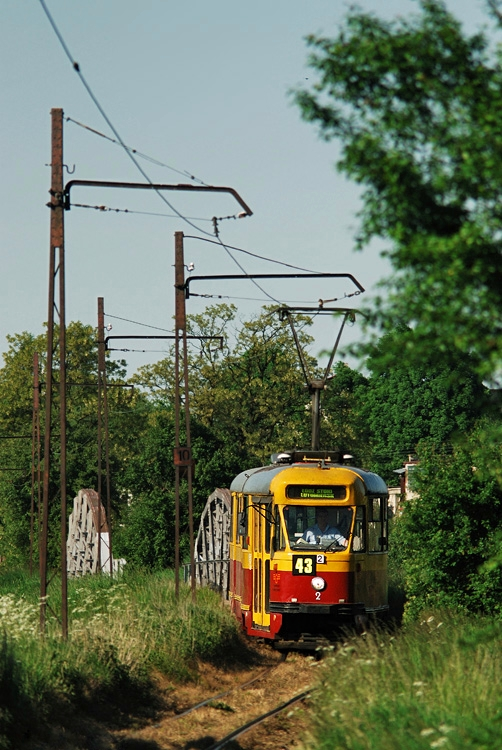
Tramwaj linii „43” (Łódź–Lutomiersk). W tle most tramwajowy w Lutomiersku

W dniu 1 lipca 1929 uruchomiony został odcinek podmiejskiej linii tramwajowej z Konstantynowa Łódzkiego do skrzyżowania dróg do Lutomierska, Kazimierza i Aleksandrowa Łódzkiego. Podciągnięcie jej do rynku w Lutomiersku wymagało budowy mostu przez rzekę Ner. Tę inwestycję wykonano w latach następnych. Oddano go do użytku i uruchomiono brakujący odcinek (1300 m.; cała linia ok. 8 km) jesienią 1932. Linia była własnością Łódzkich Wąskotorowych Elektrycznych Kolei Dojazdowych (łódzkie tramwaje podmiejskie).
Od 2012 MPK-Łódź wraz z Klubem Miłośników Starych Tramwajów w Łodzi uruchamia od początku lipca do końca września jako atrakcję turystyczną Tramwajową Linię Turystyczną „43” na tej trasie, obsługiwaną (tylko jedna brygada; jeden skład) zabytkowym taborem (zestaw 5 N i 5 ND), z obsługą (członkowie Klubu) w historycznych mundurach, w obiegowych cenach biletów obowiązujących na tej linii.
We wrześniu 1939 roku Lutomiersk został zajęty przez wojska niemieckie, a następnie włączony do Rzeszy Niemieckiej. Nazistowska administracja niemiecka nadała mu później nazwę Nerthal („Dolina Neru”). Nowe władze rozpoczęły realizację polityki terroryzowania ludności polskiej i eksterminacji ludności żydowskiej. Przy ul. Kilińskiego zostało utworzone getto. Zgromadzonych w nim Żydów wywieziono w 1942 do obozu zagłady w Chełmnie nad Nerem i wymordowano. Lutomiersk został zajęty przez wojska radzieckie 19 stycznia 1945 roku. Z rąk niemieckich zginęło w okresie wojny ok. 700 lutomierskich Żydów i 38 Polaków.
W 1951 pomieszczenia klasztorne zniszczył gwałtowny pożar. Ze starego wyposażenia ocalał tylko XVII w. kredens w zakrystii i konfesjonał. W 1952 Lutomiersk został zelektryfikowany.
W 1973 do gminy Lutomiersk włączone zostały gmina Kazimierz i Szydłów.
W latach 1975–1998 miejscowość położona była w województwie sieradzkim.
Od 1996 w klasztorze mieszczą się Salezjańskie Szkoły Muzyczne, które są kontynuacją Salezjańskiej Szkoły Organistowskiej z Przemyśla.
2 kwietnia 2009 spłonęło nieużywane poddasze klasztoru. Spaleniu uległo ok. 150–180 m² drewnianej konstrukcji pokrytego blachą dachu. Zniszczeniu lub uszkodzeniu uległy także pokoje mieszkalne, pomieszczenia, w których odbywają się zajęcia dydaktyczne oraz znajdujące się tam instrumenty muzyczne.

### Archeologia
Znajduje się tu jedno z najważniejszych stanowisk archeologicznych wczesnośredniowiecznej Polski znane jako cmentarzysko oddziałów normańskich-wikingów. Obiekt został odkryty przez łódzką ekspedycję archeologiczną kierowaną przez Konrada Jażdżewskiego pod koniec lat 40. XX wieku. Archeolodzy przebadali ogółem 133 groby, bogato wyposażone w topory, groty włóczni i mieczy. Wszystkie przedmioty cechuje skandynawskie wzornictwo.

## Zabytki
Według rejestru zabytków Narodowego Instytutu Dziedzictwa na listę zabytków wpisane są obiekty:
- kościół parafialny pw. NMP, XVIII, nr rej.: 38 z 28.08.1967
- dzwonnica, nr rej.: 39 z 28.08.1967
- zespół klasztorny reformatów, ob. salezjanów, XVII, XIX:
  - kościół pw. Niepokalanego Poczęcia NMP, nr rej.: 36 z 28.08.1967
  - klasztor, nr rej.: 37 z 28.08.1967

Ponadto:
- w centrum późnobarokowy kościół parafialny MB Szkaplerznej wzniesiony w latach 1775–1781 z fundacji Barbary Sanguszkowej na miejscu poprzedniego drewnianego. Wyposażenie z XVIII w.
- w Lutomiersku do 1914 stała wyjątkowej piękności drewniana synagoga, która spłonęła w czasie działań wojennych.
- pozostałości cmentarza żydowskiego.
- eksploatowany do 2019 roku most tramwajowy na linii Łódź – Konstantynów Łódzki – Lutomiersk (linia podmiejska „43”)[14]
- wyjątkowo krajobrazowy odcinek linii tramwajowej Łódź – Lutomiersk, na odcinku z Konstantynowa Łódzkiego do Lutomierska
- na cmentarzu katolickim tzw. Bratnia Mogiła, kryjąca prochy poległych w okolicznych bitwach powstańców 1863–64 r., przeniesione tu z krypt klasztornych. Na cmentarzu przykościelnym przetrwał nagrobek Stefana Mączyńskiego, byłego oficera 2 p. Strzelców Konnych, zmarłego w 1854
- przy rozstaju dróg do Sieradza i Pabianic – trzy krzyże (środkowy dwuramienny – tzw. karawaka), które strzegły miasto przed morowym powietrzem.

## Demografia
| Opis      | Ogółem | Ogółem | Kobiety | Kobiety | Mężczyźni | Mężczyźni |
| --------- | ------ | ------ | ------- | ------- | --------- | --------- |
| Jednostka | osób   | %      | osób    | %       | osób      | %         |
| Populacja | 1587   | 100    | 793     | 49,97   | 794       | 50,03     |

## Transport
Lutomiersk posiada autobusowe połączenie z Łodzią przez Konstantynów Łódzki. Jest to linia 94 kursująca średnio co godzinę i obsługiwana przez spółkę MPK-Łódź . Dawniej do Lutomierska kursowały tramwaje, jednak z powodu stanu technicznego torowiska zmieniono je na autobusy. Do Lutomierska można dojechać również busami prywatnych firm: Wicher Travel linii Szadek – Wodzierady – Lutomiersk – Konstantynów Ł. – Łódź Kaliska i linii Aleksandrów Ł. – Konstantynów Ł. – Lutomiersk – Kwiatkowice – Łask oraz P.H.U. Ola linii Pabianice – Lutomiersk.
 przez Lutomiersk biegnie Łódzka magistrala rowerowa (ukł. N-S)